# Полігональна нарізка

Гладкоствольна зброя
Нарізна зброя
Полігональна нарізка

Звичайна і полігональна нарізка.

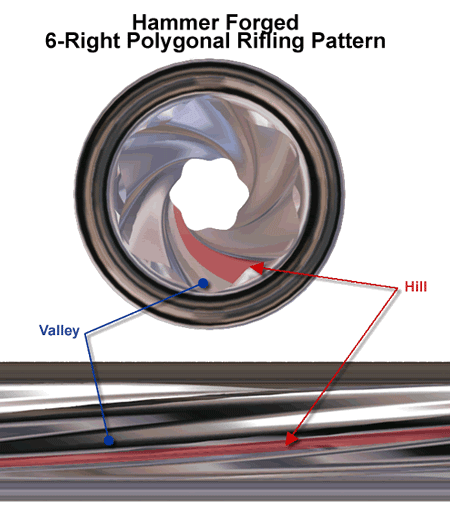

Полігональна (багатокутна) нарізка — один з видів нарізки в каналі ствола вогнепальної зброї.
Спочатку, у варіанті, запропонованому в середині 19 століття англійцем Вітвортом, полігональна нарізка дійсно виглядала в перерізі як правильний багатокутник (як правило, шестикутник). Канал ствола, таким чином, являв скручену призму. Кулі (і, в разі артилерії, снаряди) до такого ствола теж пропонувалося робити в формі скрученої призми. Через дорожнечу у виробництві, така нарізка поширення не отримала. Слід зазначити, що на Близькому Сході задовго до Вітворта мали певне поширення гвинтівки з трикутним перетином каналу ствола (в тому числі, часто згадуються козацькі «тройці»), які стріляли трикутними кулями і по суті були саме зброєю з полігональної нарізкою ствола.
В даний час розуміння полігональної нарізки більш широко, під нею розуміють по суті будь-який ствол, який не має в своєму каналі чітко виділених полів і нарізів, замість чого переходи між ними згладжені, так, що в перерізі канал ствола нагадує багатокутник з округленими кутами. Кулі для такого ствола звичайні, круглі, а при пострілі вони деформуються згідно з формою його каналу. Виробництво таких стволів сьогодні ведеться досить швидким і дешевим способом ротаційного кування, що робить його економічно доцільним.
Найбільшого поширення набули стволи з шестикутною нарізкою. В даний час така нарізка ствола застосована в пістолеті Desert Eagle.
Вважається, що полігональна нарізка забезпечує кращу обтюрацію порохових газів, більшу початкову швидкість кулі (через менший опір її руху), точніший напрям польоту кулі, менше забруднення ствола.